# Park tysiąca westchnień
Park tysiąca westchnień – polski film fabularny z 2004 roku. Okres zdjęciowy trwał od czerwca do lipca 2004

## Obsada
- Agata Kulesza – Malarka
- Tomasz Preniasz-Struś – Ukochany malarki
- Małgorzata Lewińska – Wdowa
- Monika Jarosińska – Nimfomanka
- Agnieszka Wosińska – Hipochondryczka
- Karolina Lutczyn – Kobieta z kwiatem
- Aleksandra Kisio – Wnuczka
- Krzysztof Banaszyk – Policjant
- Wojciech Biedroń – Właściciel Gruchota
- Robert Sikorski – Praprawnuk Słowackiego
- Dariusz Majchrzak – Artysta Rzeźby